# Ignazio Cerio
Ignazio Cerio (1841 - 1921) fou un influent però excèntric metge, físic i filòsof aficionat a l'illa de Capri, a Itàlia. El seu pare, empresonat per les seves creences liberals, havia passat el seu temps a la presó ideant experiments químics i construccions mecàniques que mai no es farien; Ignazio continuava les tradicions familiars tant de liberalisme com d'inventiva idiosincràtica. Ignazio fins i tot encunyà la paraula disutilità per referir-se a una vida humana mancada d'un sentit de propòsit però plena de tensió i reflexió, barrejant la vehement recerca d'idees amb períodes de penes d'amor i avorriment.
Treballà durant cinquanta anys com a metge a Capri, una professió que seguia amb el seu do característicament original. En una ocasió, per exemple, establí un sanatori a Pozzuoli, afirmant que els gasos sulfúrics curarien tuberculosi. L'únic pacient que hi arribà va rebutjar la pretensió del doctor que tant el sofre com l'arsènic serien bons per la salut.
No obstant això, la seva figura és ben recordada i estimada a l'illa de Capri, i la seva memòria està immortalitzada tant en els escrits del seu fill, Edwin Cerio (especialment a La vita e la figura di un uomo (1921)) com al cultural Centro Caprense Ignazio Cerio, establert en el seu nom per organitzar conferències i reunions sobre medicina, literatura italiana i estrangera, arqueologia, paleontologia, i història internacional i local.
El Palazzo Cerio, a la vora de la Piazzetta, ofereix el museu Ignazio Cerio sobre la història natural de Capri.